# Uma lulik

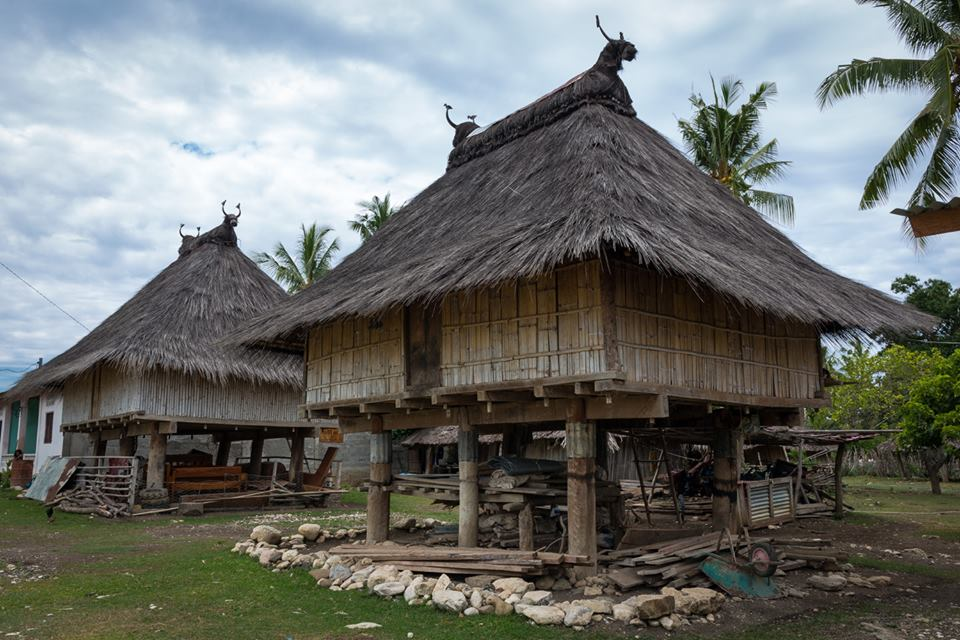
Deux uma luliks à :de:Vessuro.

Le terme uma lulik (fataluku : lee-teinu ; naueti : uma luli ;  makasai : oma bese) désigne, au Timor oriental, une maison sacrée, une maison rituelle ou une maison de culte,. C'est une expression supra-régionale, car le style de construction utilisé par les de:Fataluku à l'extrême est de l'île sert de symbole national, bien qu'ils ne représentent qu'une petite partie de la population et qu'il existe au moins deux autres types de construction pour les uma luliks dans le pays. Les toits pentus des maisons des Fatalukus servent également de modèle aux bâtiments modernes, tels que le Palais Nicolau Lobato, l'aéroport international Presidente Nicolau Lobato, le port de Dili ou l'église catholique de Lospalos.
La plus ancienne uma lulik encore debout se trouve à Tineru, dans la municipalité de Bobonaro.
Selon la croyance traditionnelle timoraise, au même titre que les arbres, les rochers ou les sources, des objets peuvent contenir une énergie naturelle spéciale et sont donc considérés comme des objets puissants et sacrés (sasan lulik). Ils sont conservés dans l'Uma Lulik (Tetum). Le mot lulik désigne à la fois cette puissance et l'adjectif "saint". Malgré les nombreux groupes ethniques et leur diversité linguistique, ce concept est commun à tous les groupes autochtones du Timor, tout comme d'autres croyances partagées. En plus de leur importance en tant que maisons de reliques, les uma luliks sont un symbole de la communauté et de son identité, c'est pourquoi une uma lulik de style fataluku a également été érigée dans la capitale de l'État, Dili, en 2002.
L'uma lulik des Fataluku a un toit raide, un plan carré et se tient sur des pieux. Les maisons sacrées du centre du Timor oriental sont des bâtiments ronds avec des toits voûtés, tandis que dans l'ouest du pays, les bâtiments rectangulaires sur pilotis sont courants.

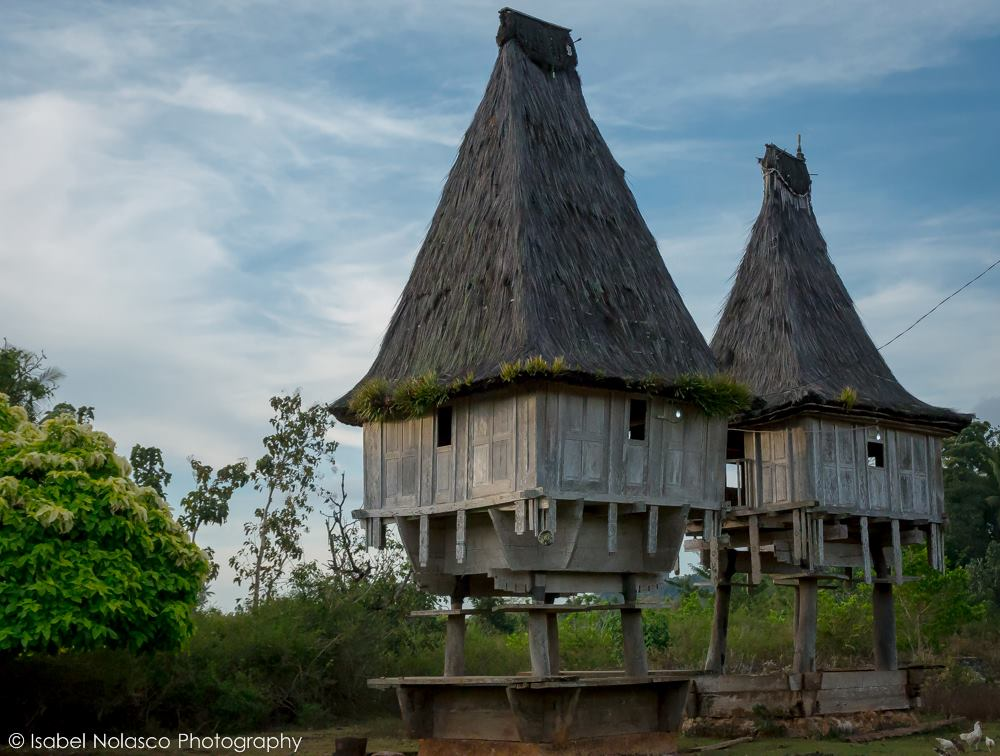
À :de:Bauro.

La maison sacrée a une porte à l'avant et une autre sur un côté. Elle est clôturée et décorée de crânes de buffles. L'une des deux portes est réservée au dato-lulik, l'un des prêtres locaux, par l'autre viennent ceux qui veulent lui demander conseil. Outre les objets sacrés, les bijoux de cérémonie des dato-luliks y sont également conservés : un plastron rond en métal (de:belak), des bracelets et une couronne avec de longues cornes semblables à celles d'un buffle, le kaibauk. Parmi les objets sacrés, des uniformes militaires portugais et des drapeaux nationaux vieux de 200 ans constituent une curiosité. Si un en:liurai formait une alliance avec la puissance coloniale, il recevait en retour un grade militaire, correspondant à son statut parmi les souverains de l'île, et un drapeau portugais.
Dans les années 1920, des missionnaires ont trouvé des objets catholiques dans les uma luliks de Bobonaro et de Cova Lima, notamment une statue de Marie Reine du Rosaire. En outre, une lettre portugaise de 1790 a été découverte, qui rendait compte d'un travail missionnaire déjà oublié dans la région. D'autres uma luliks auraient encore des croix et des statues de saints de l'époque des missionnaires. 
Chaque village timorais avait l'habitude de posséder deux uma luliks. Lorsqu'un nouveau village était fondé, un uma lulik était le premier bâtiment à être érigé.
Au plus fort lors de la vague de violence de 1999, avant le retrait des occupants indonésiens, une grande partie des uma luliks a été détruite. Même avant cela, les missionnaires portugais en ont aussi fait brûler dans leurs efforts pour christianiser le pays. Cependant, comme le travail missionnaire n'a jamais été mené de manière cohérente, il y a eu une alternance constante de destruction et de reconstruction pendant la période coloniale.
Aujourd'hui, les uma luliks ont été reconstruits, même si la population se décrit presque exclusivement comme catholique. Ils sont désormais le signe d'une nouvelle confiance en soi nationale. Les bâtiments et les objets sacrés qu'ils contiennent peuvent être détruits ou volés, mais ils peuvent également être recréés. Ce dernier processus est appelé aluli. Néanmoins, le manque de respect ou la destruction d'une uma lulik n'est pas sans importance. Cela pourrait déclencher une guerre ou, selon la croyance, entraîner la maladie et la mort. La destruction des objets sacrés ne sépare pas le pouvoir spirituel du peuple, mais augmente son potentiel (destructeur).
Dans les uma luliks, des cérémonies sont également organisées pour expier les délits mineurs et les conflits de voisinage, également parce que les objets rituels nécessaires à cet effet sont conservés ici. Comme le système judiciaire du pays serait surchargé par de tels procès à petite échelle, un processus formel de réconciliation communautaire a été élaboré à partir de la tradition, qui a été reconnue à la fois juridiquement et socialement

## Galerie

Quelques uma luliks
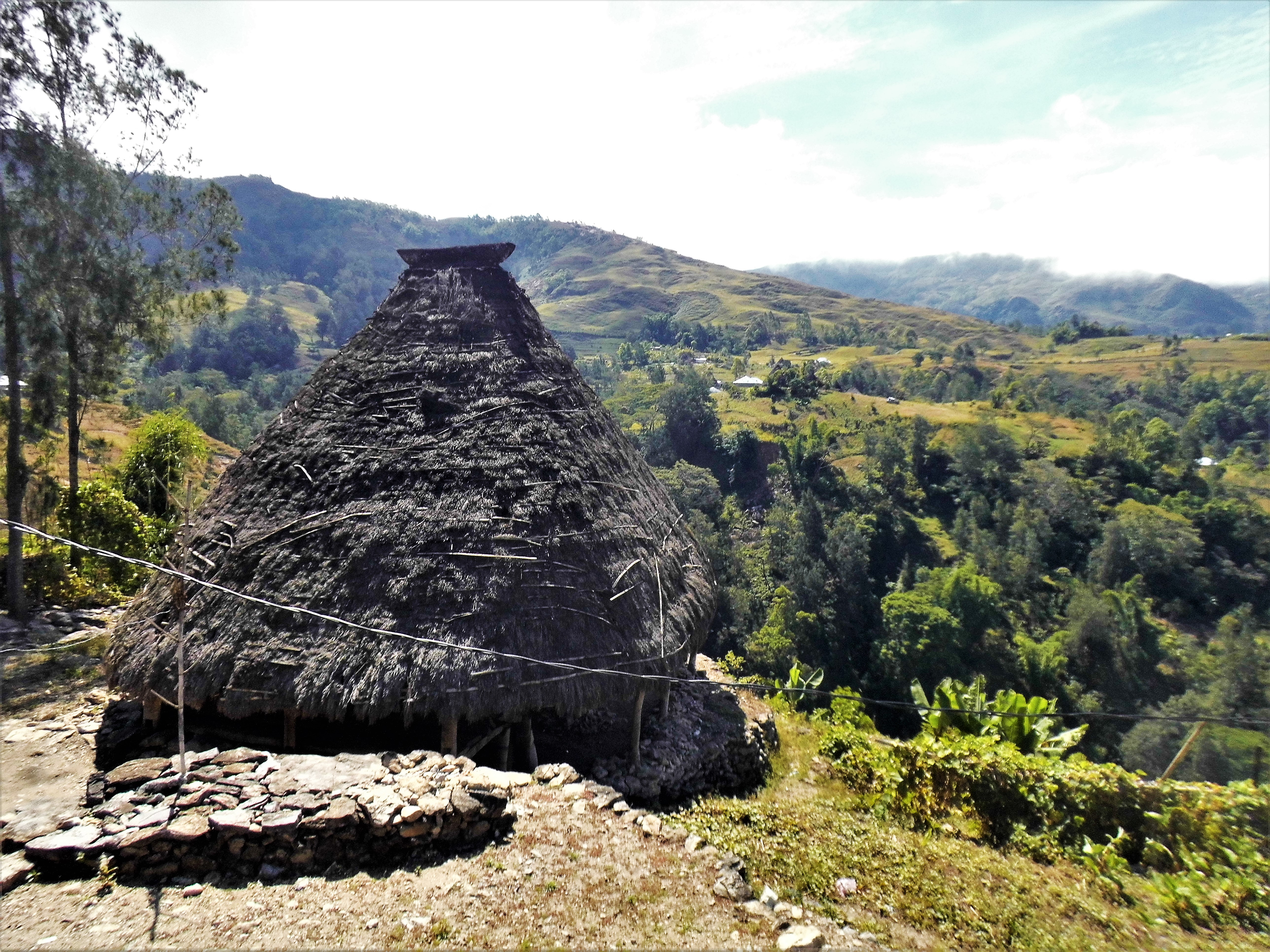
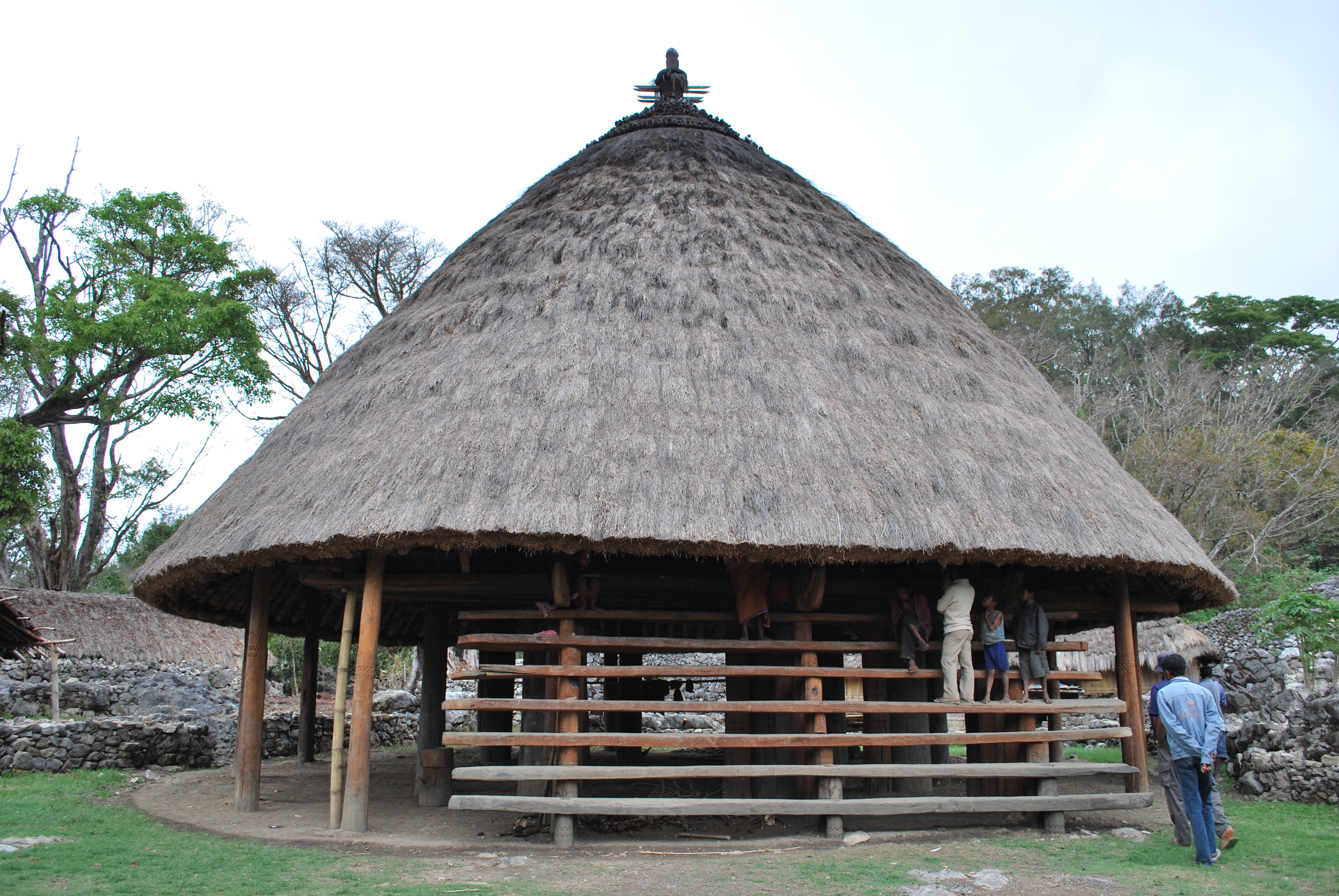
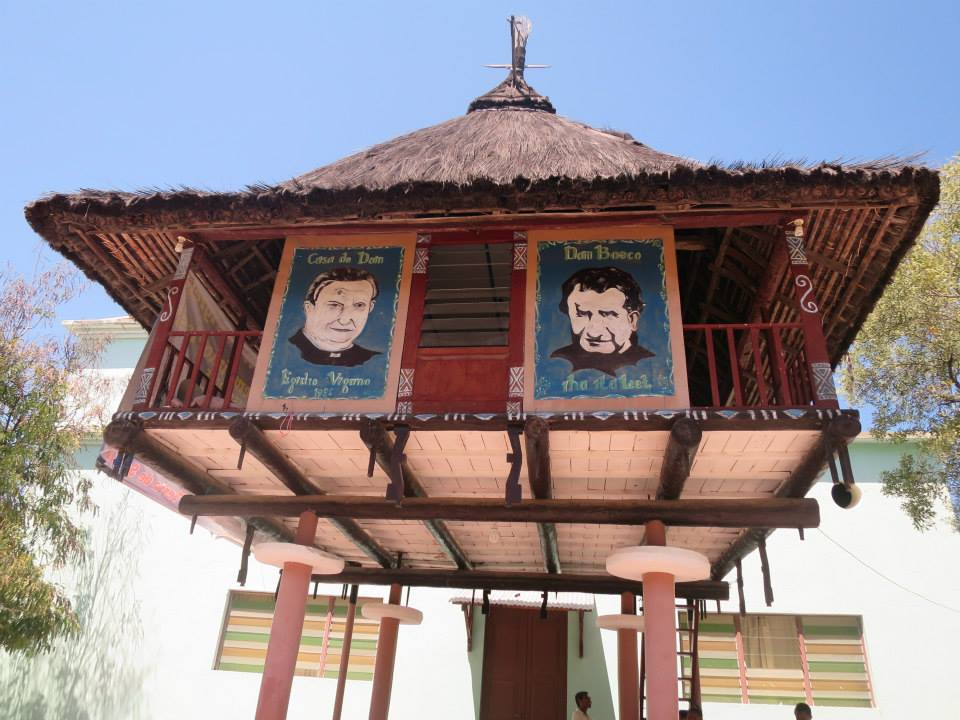
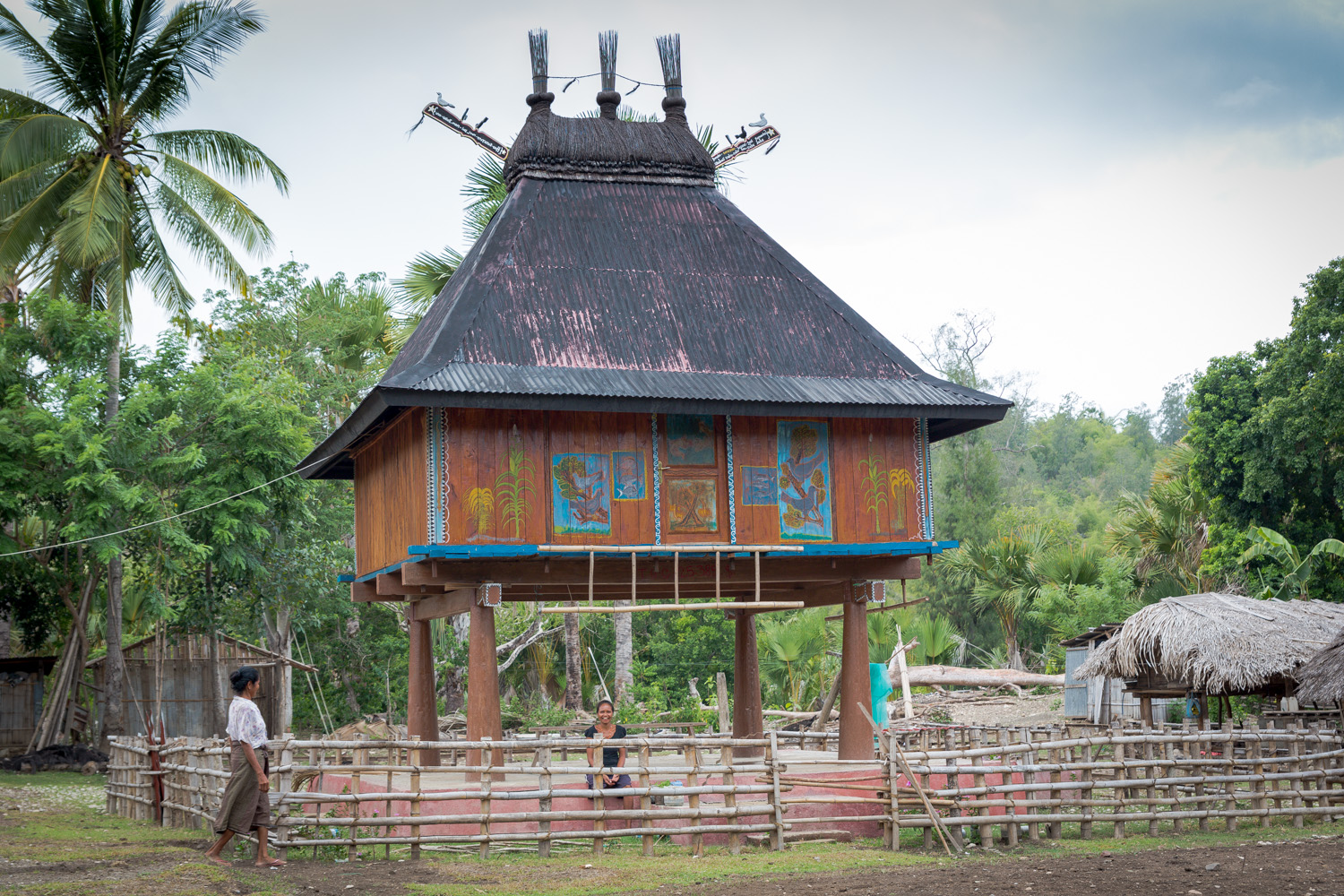
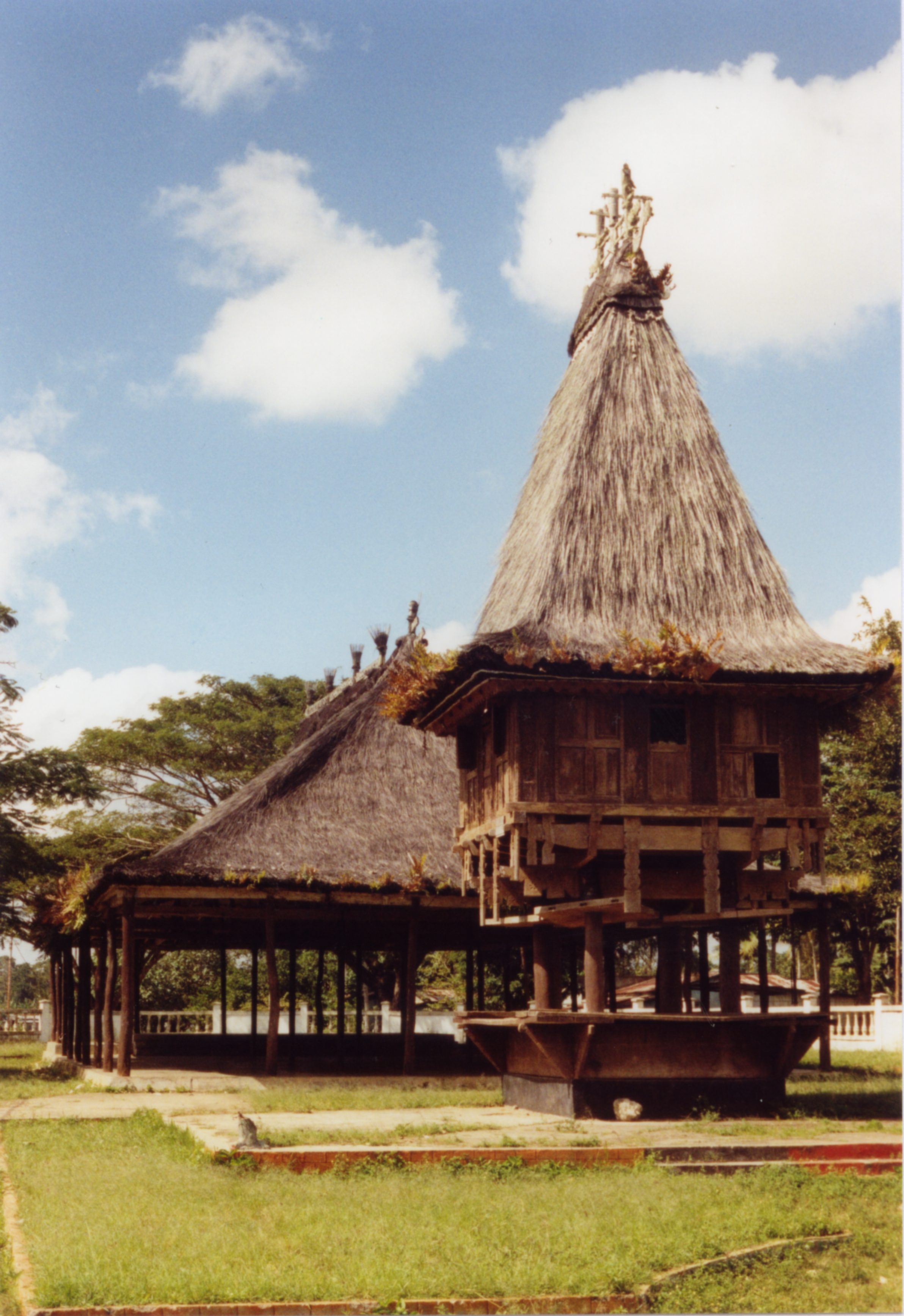
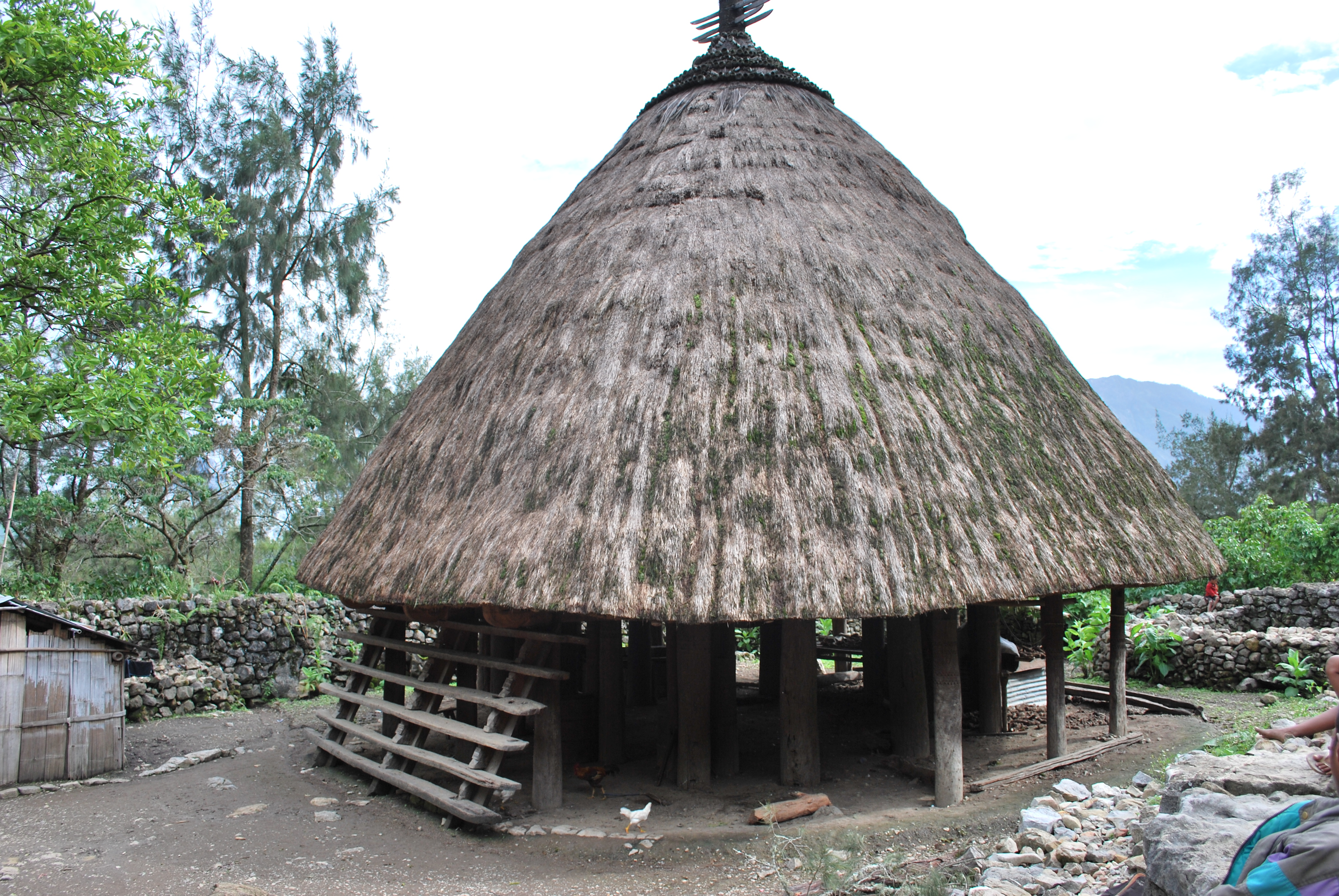
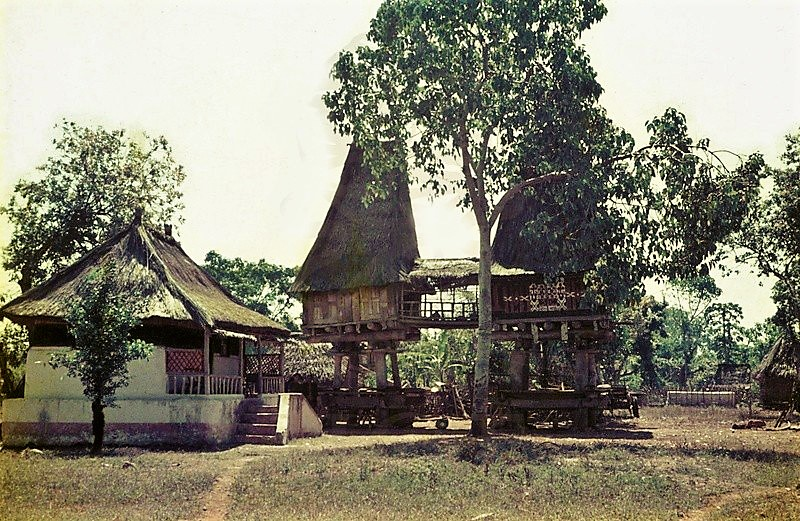
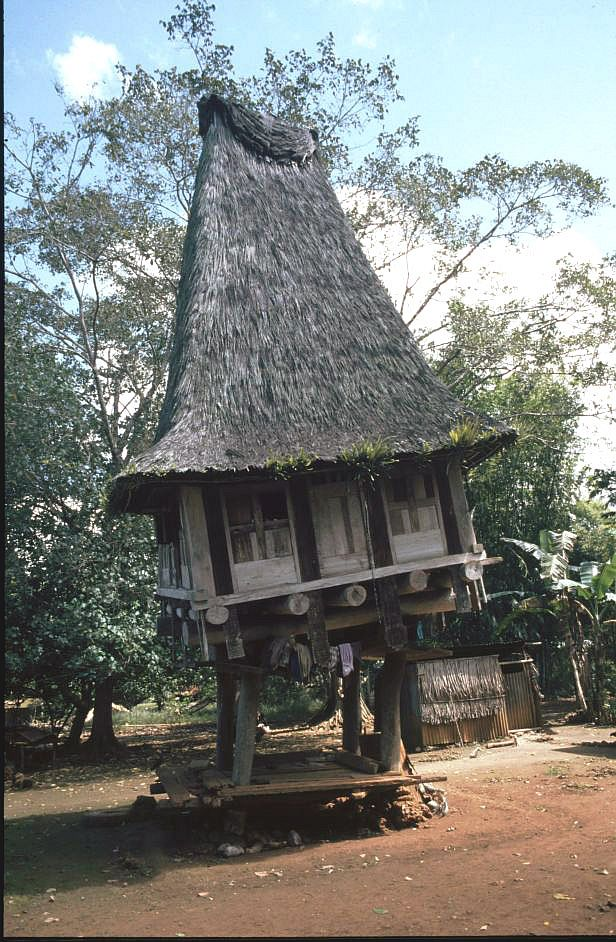
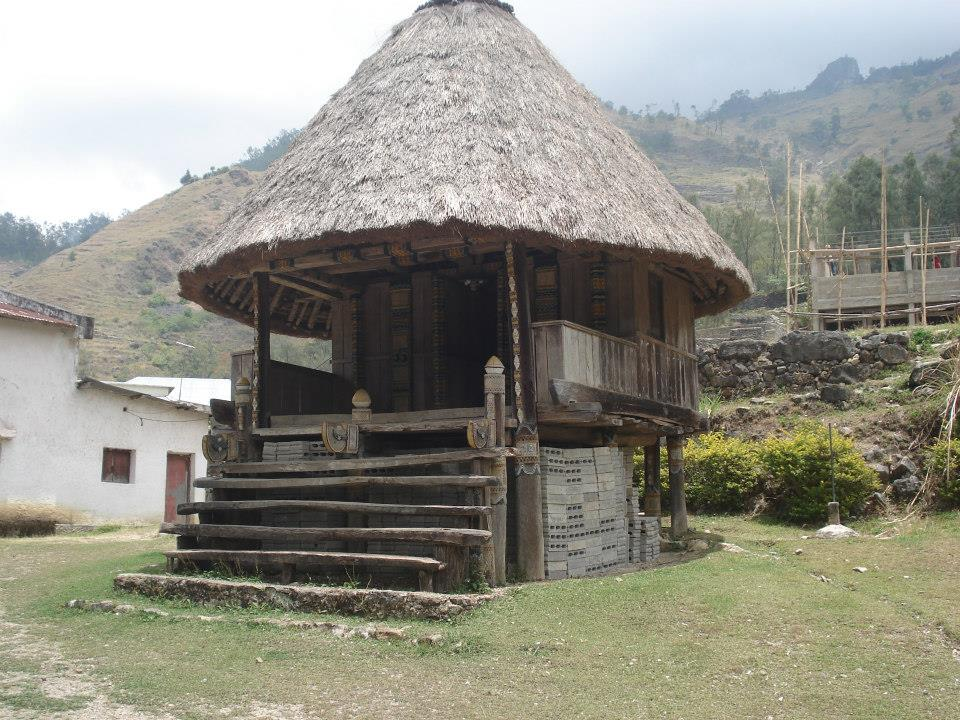

Les intérieurs
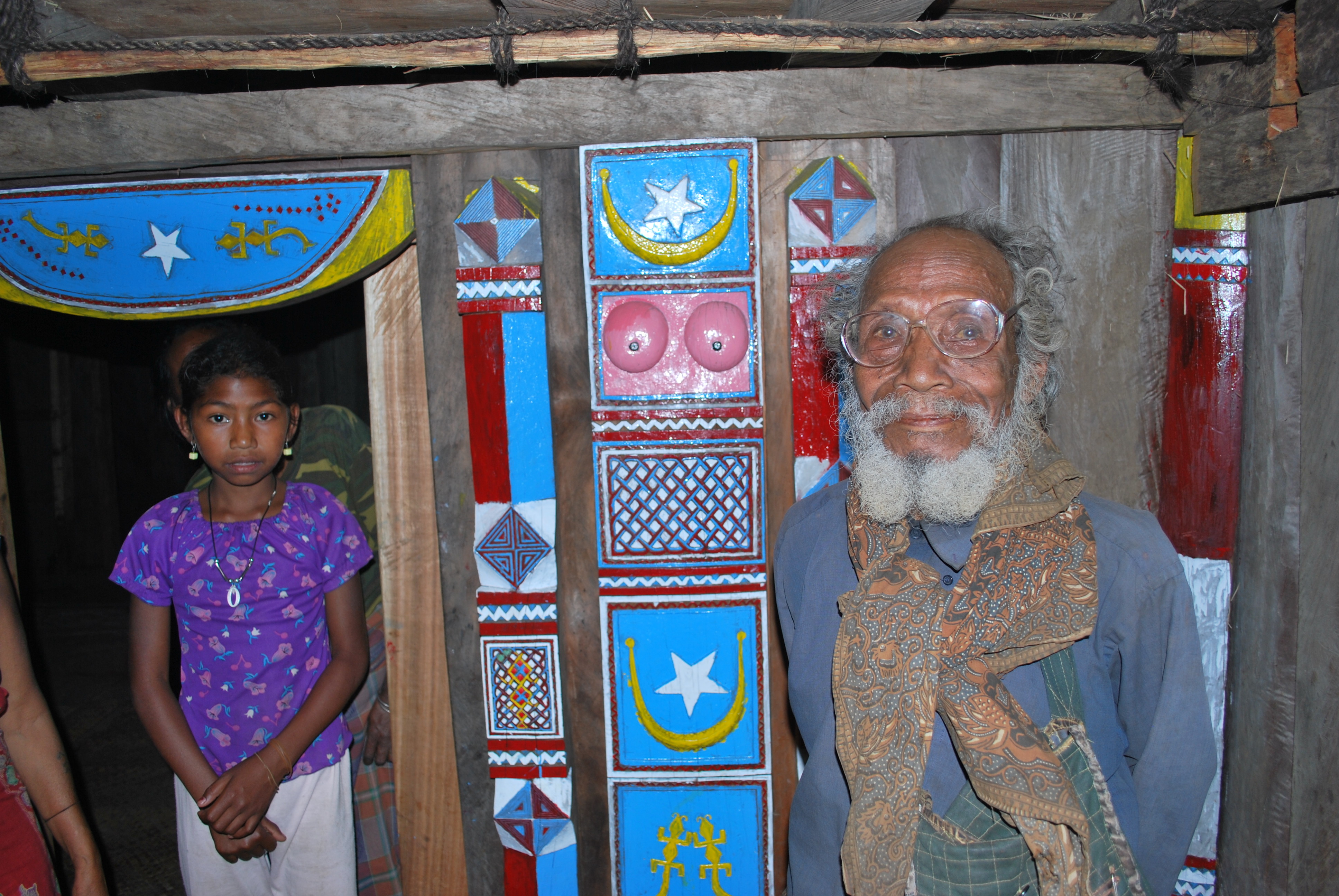
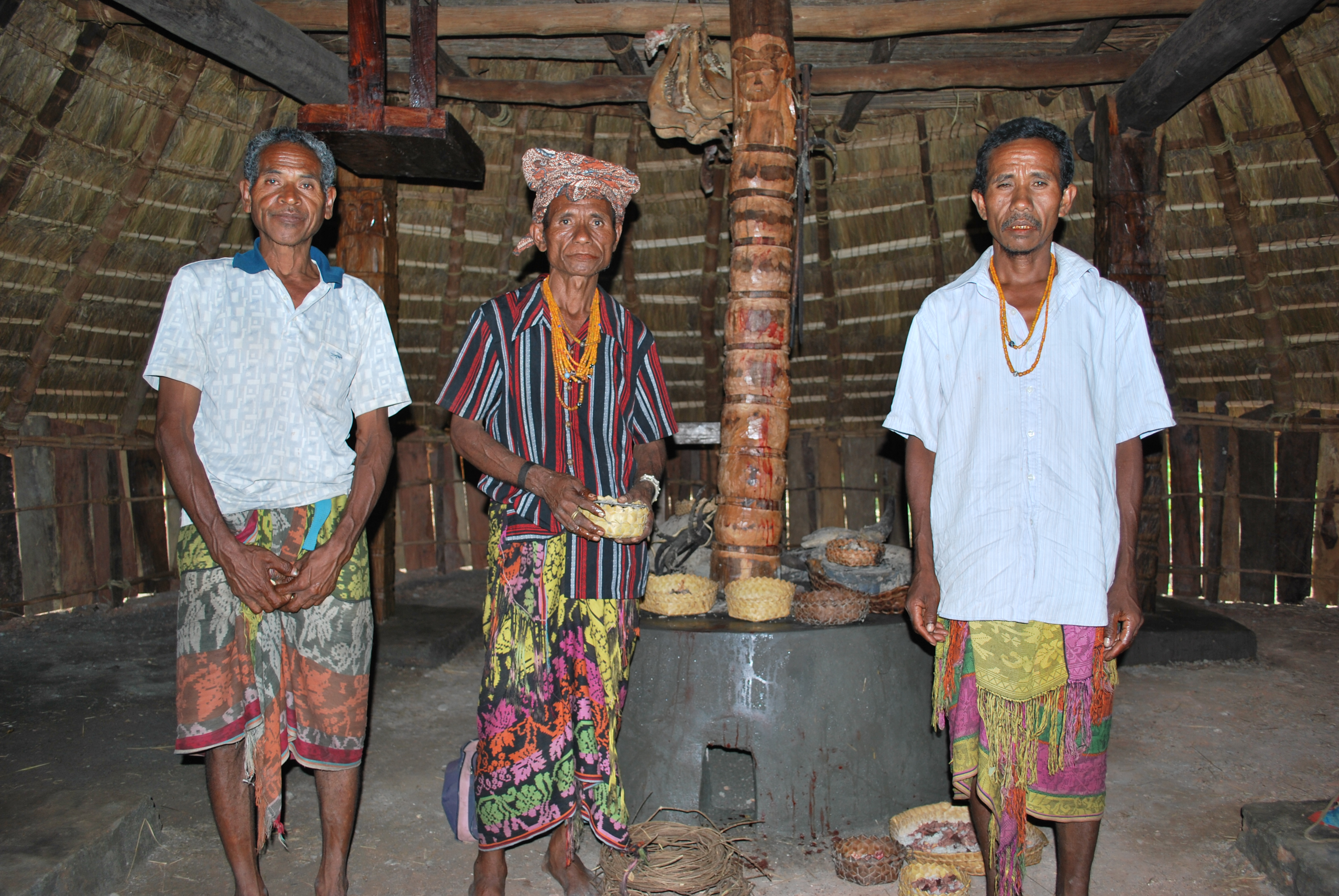
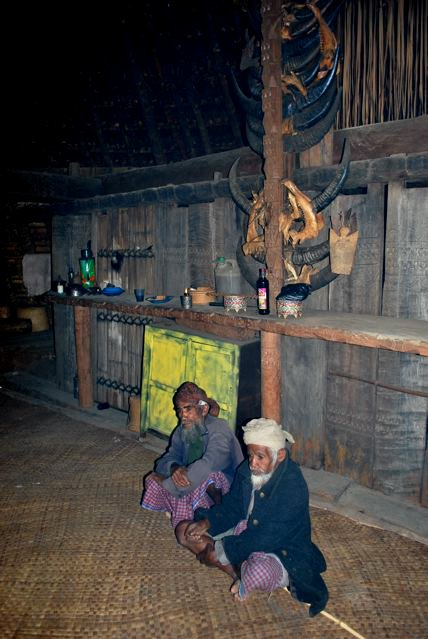
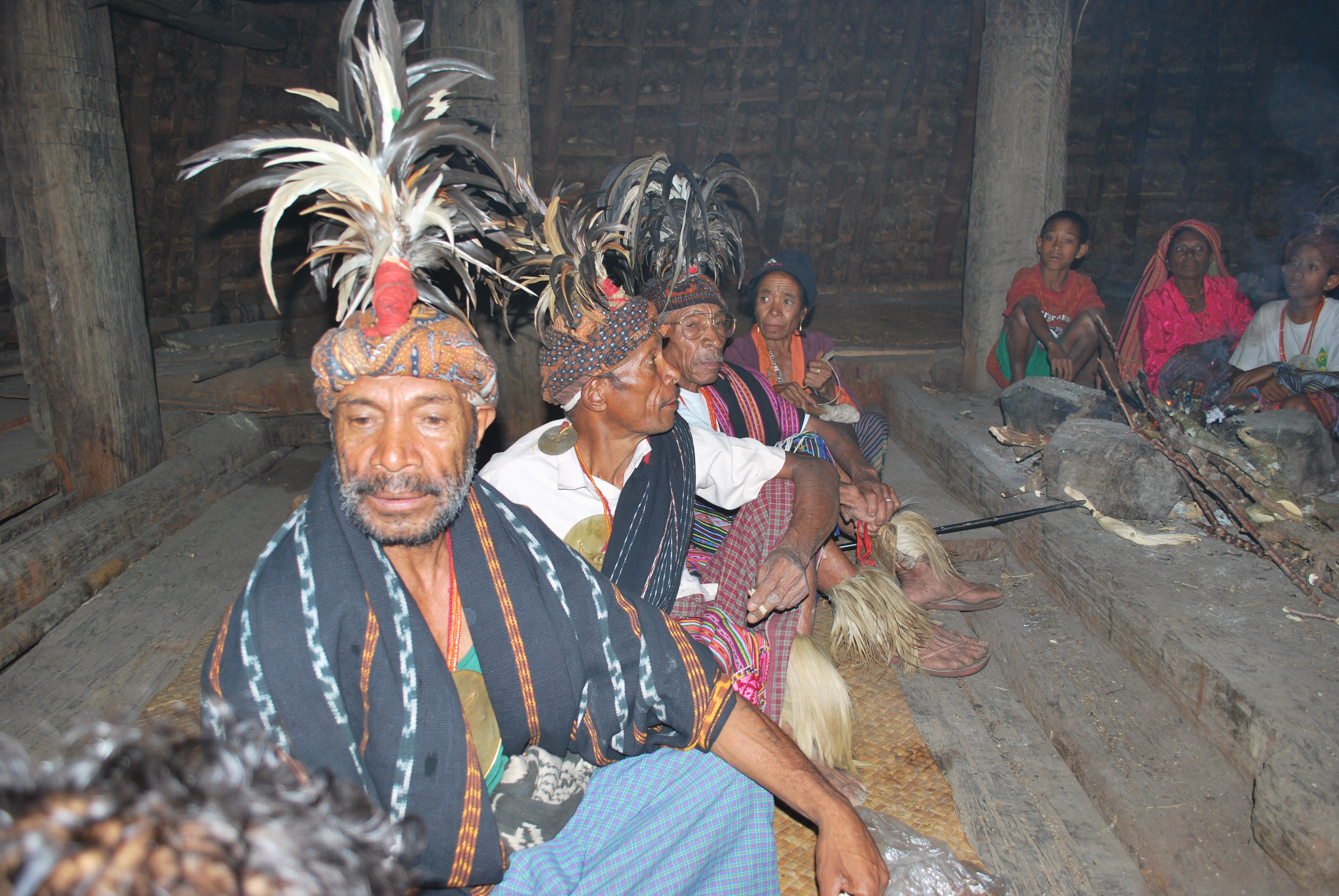
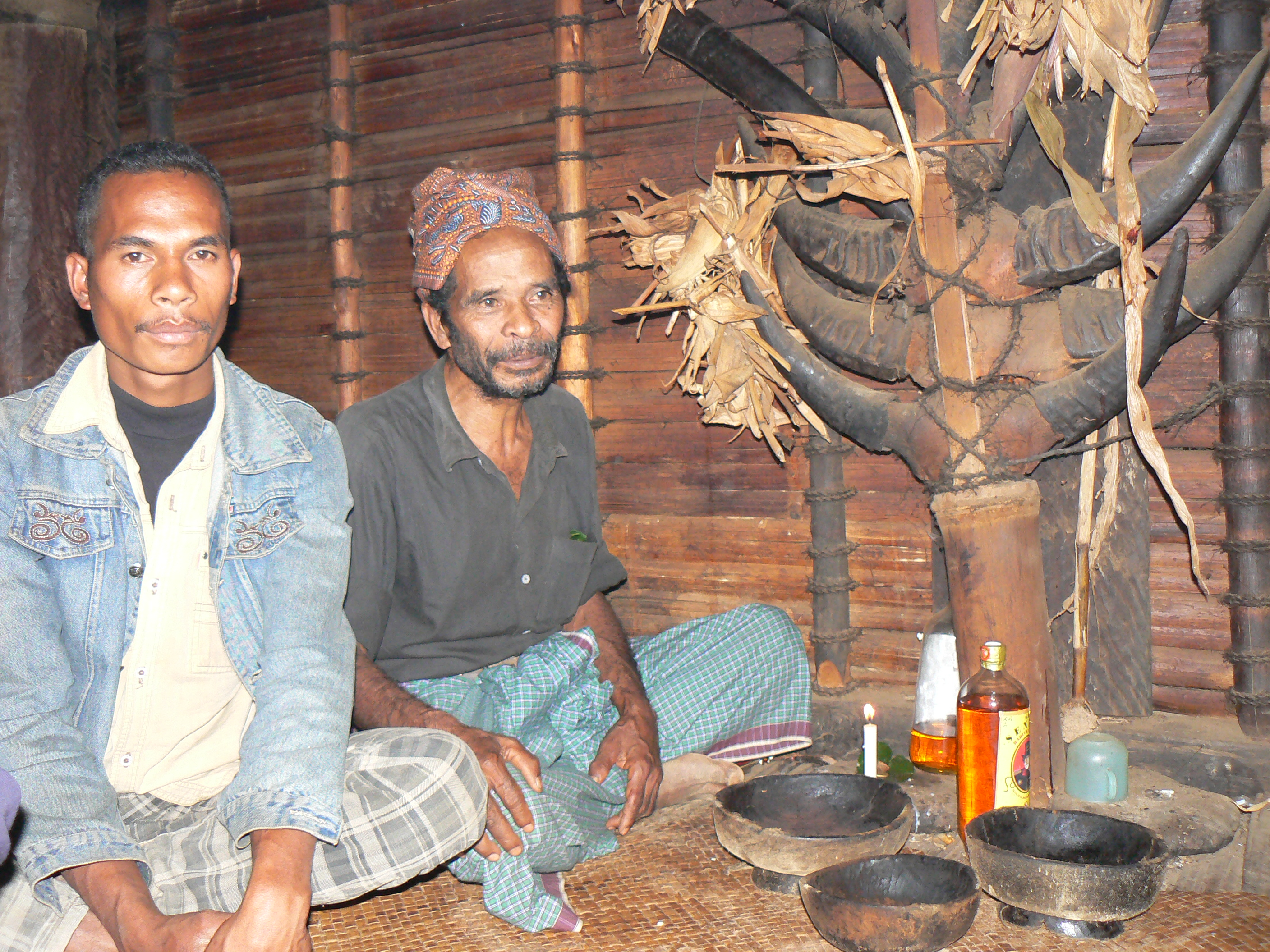
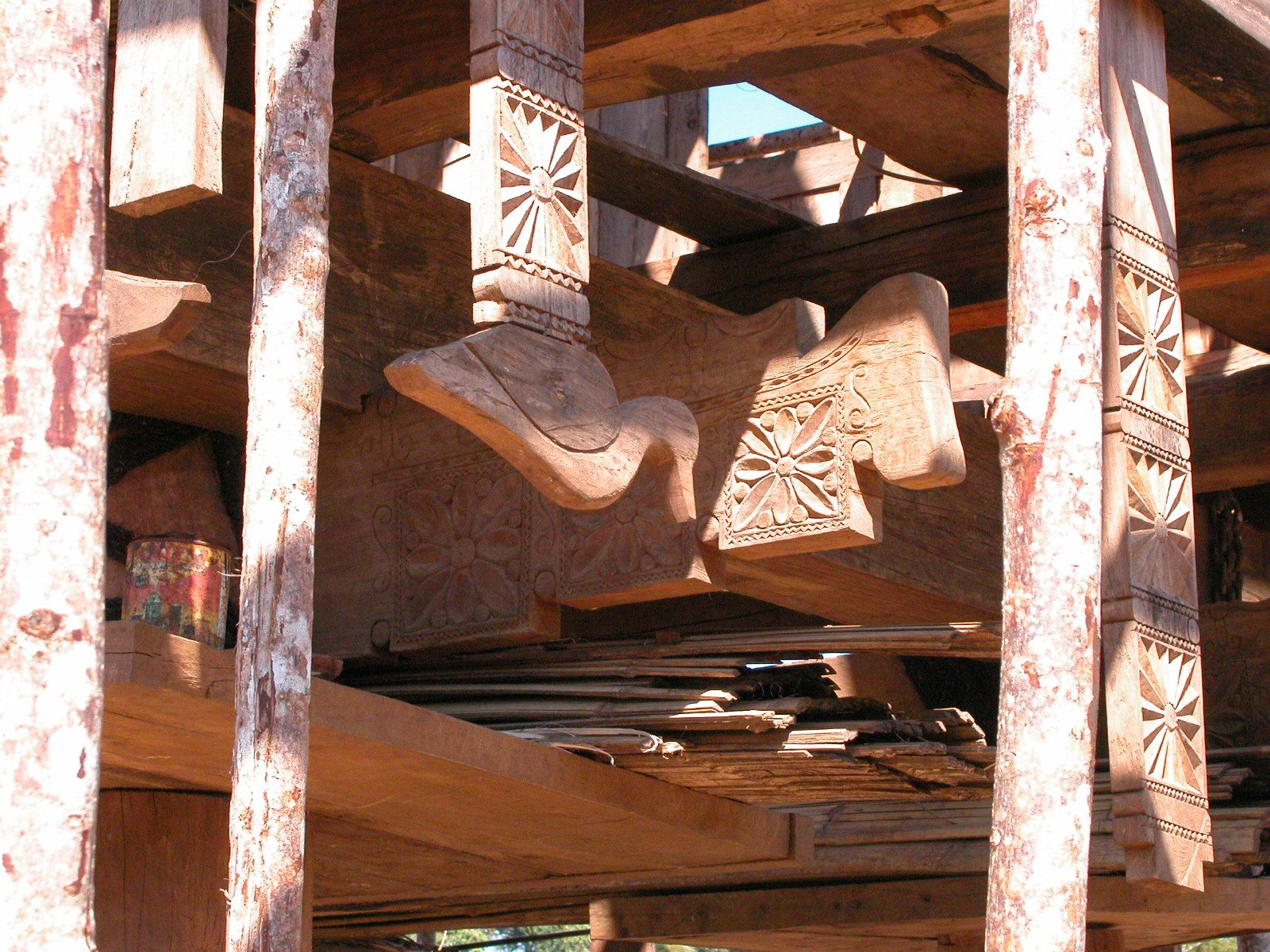
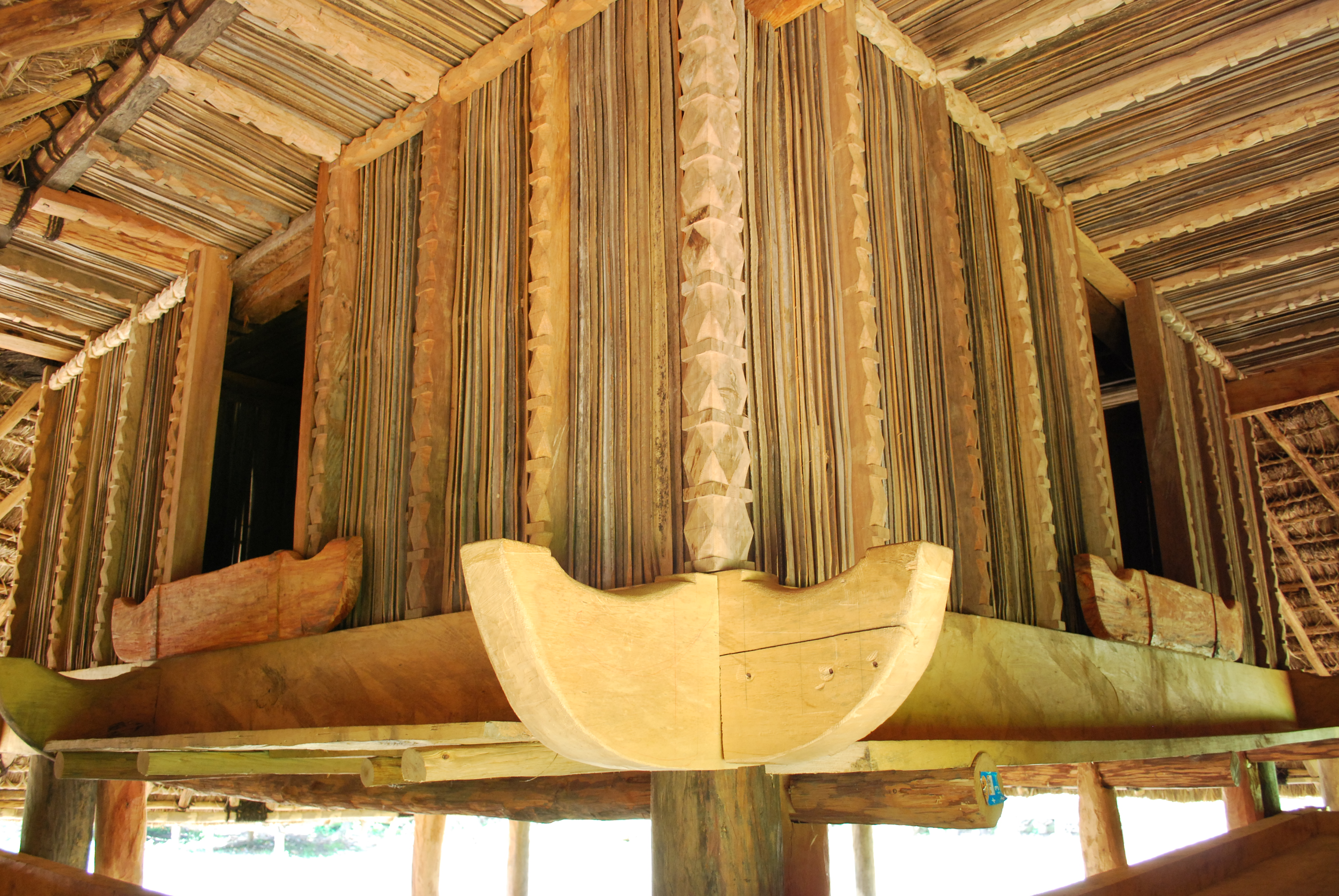
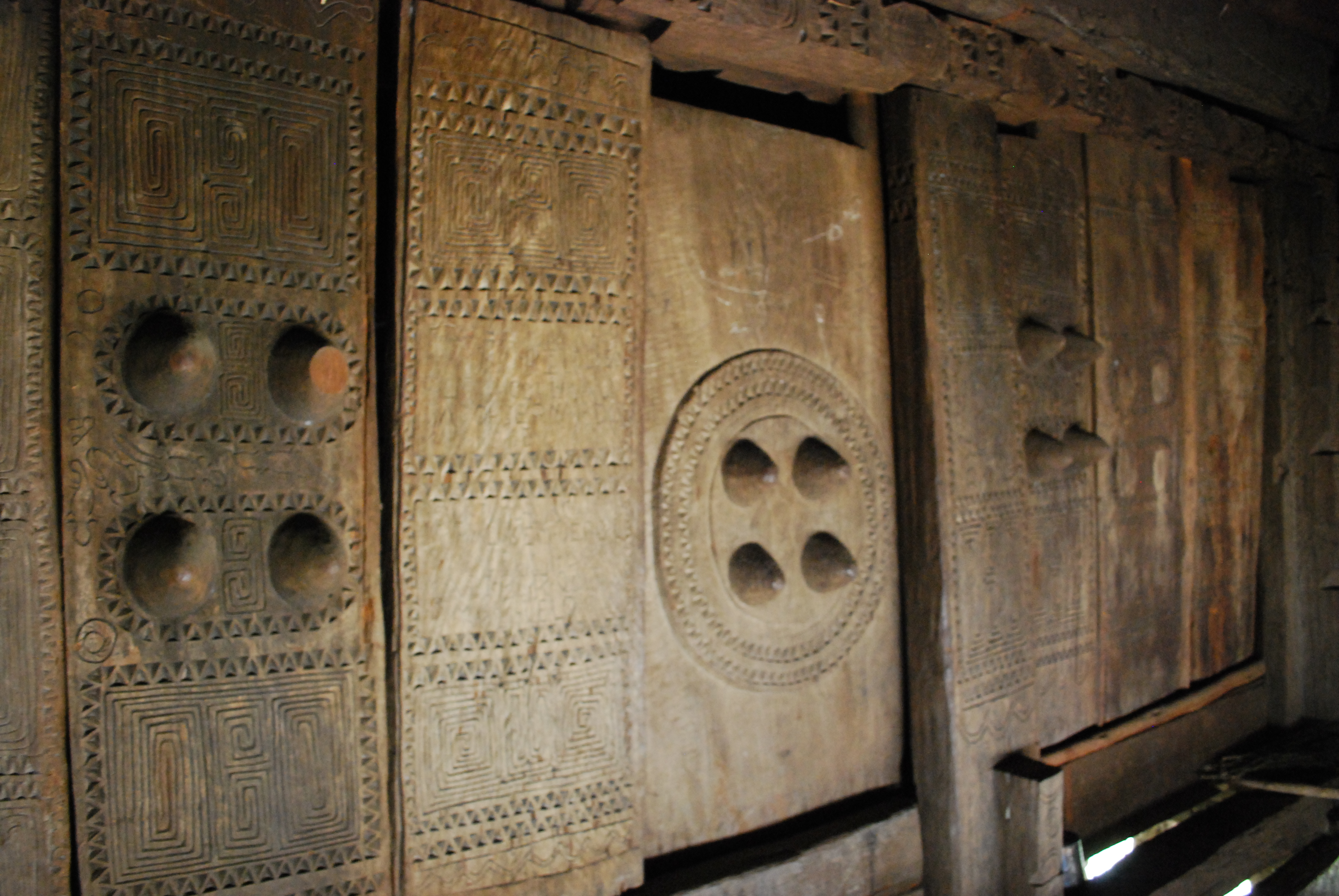
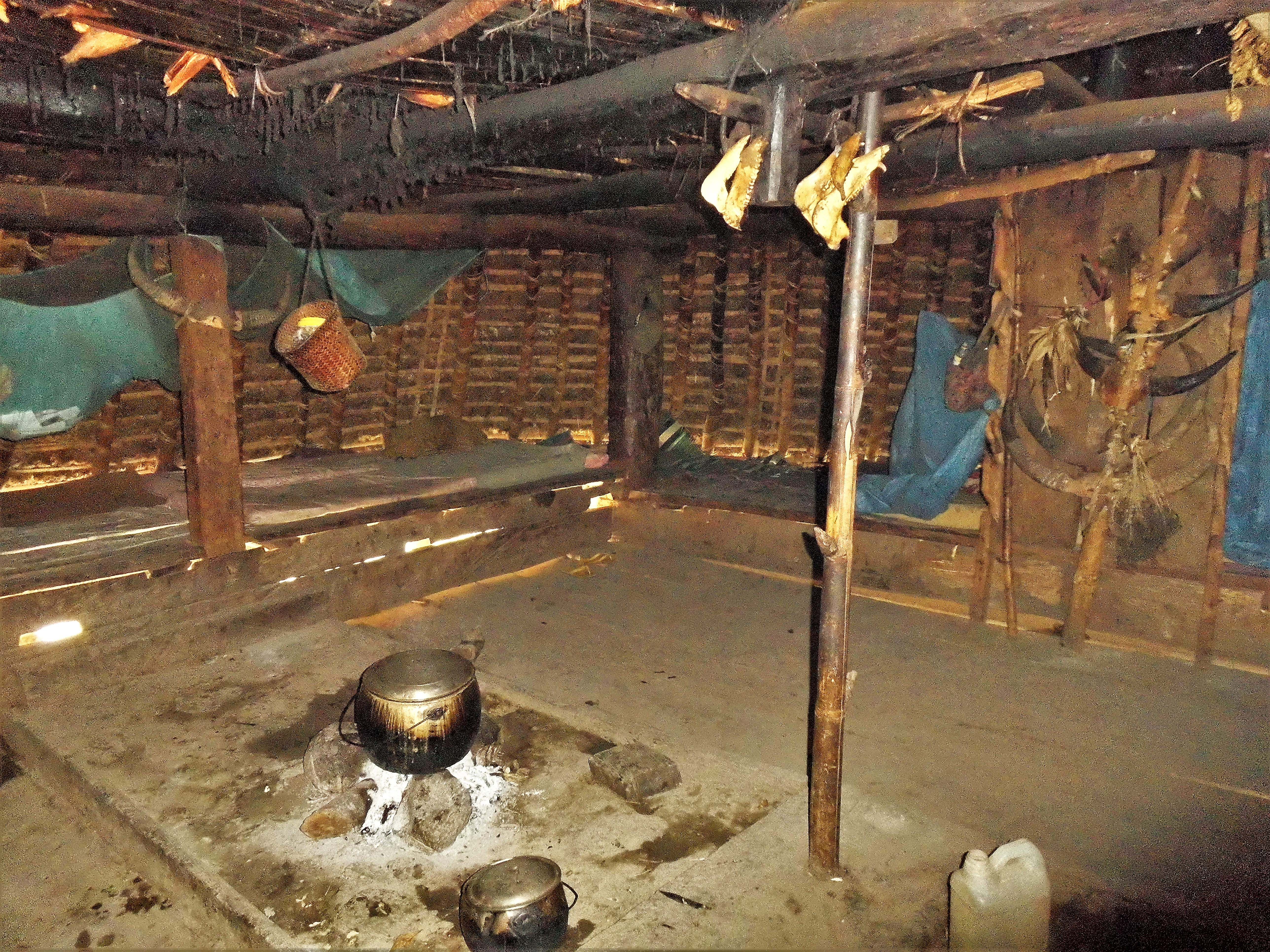

Les toits
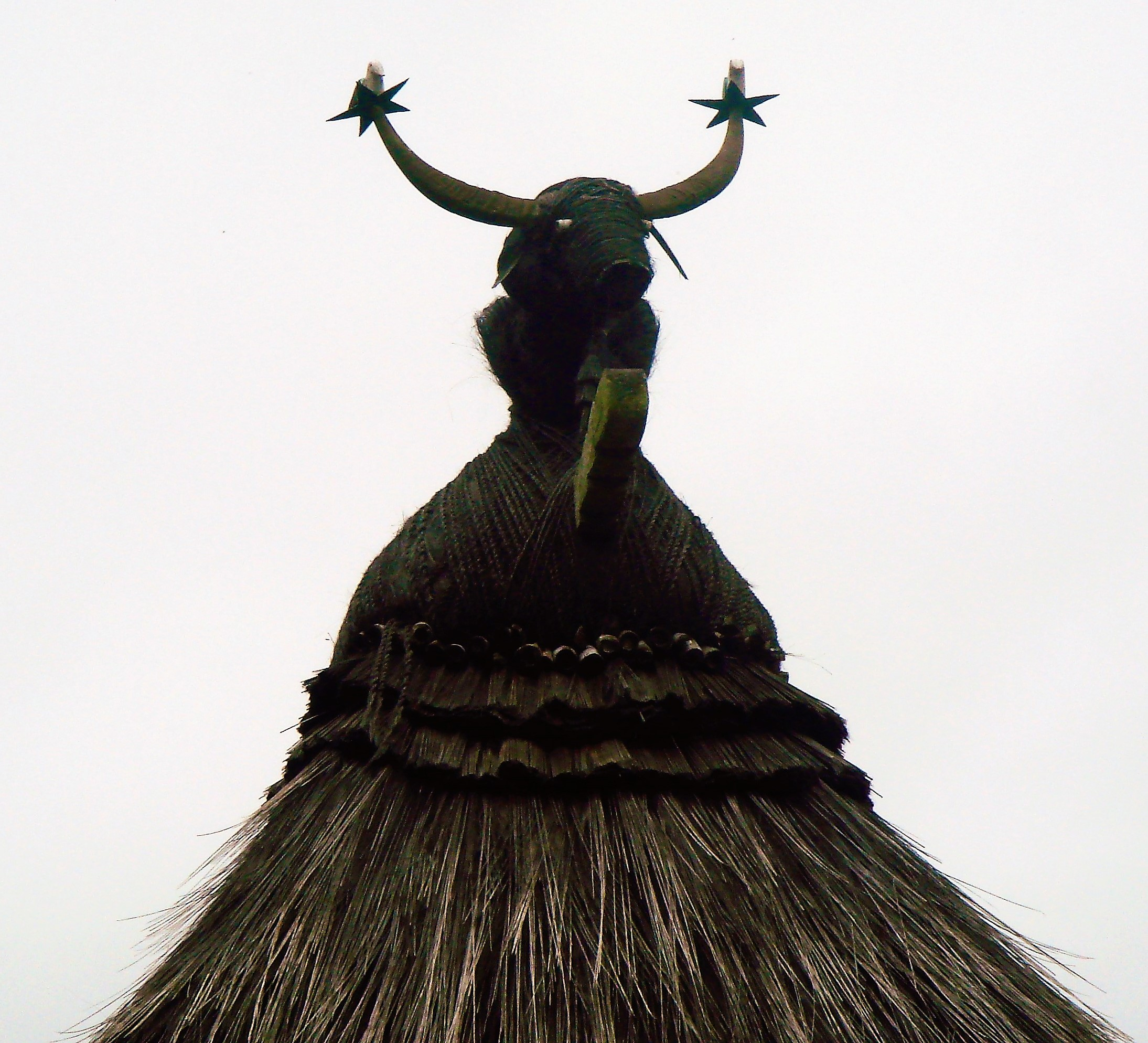
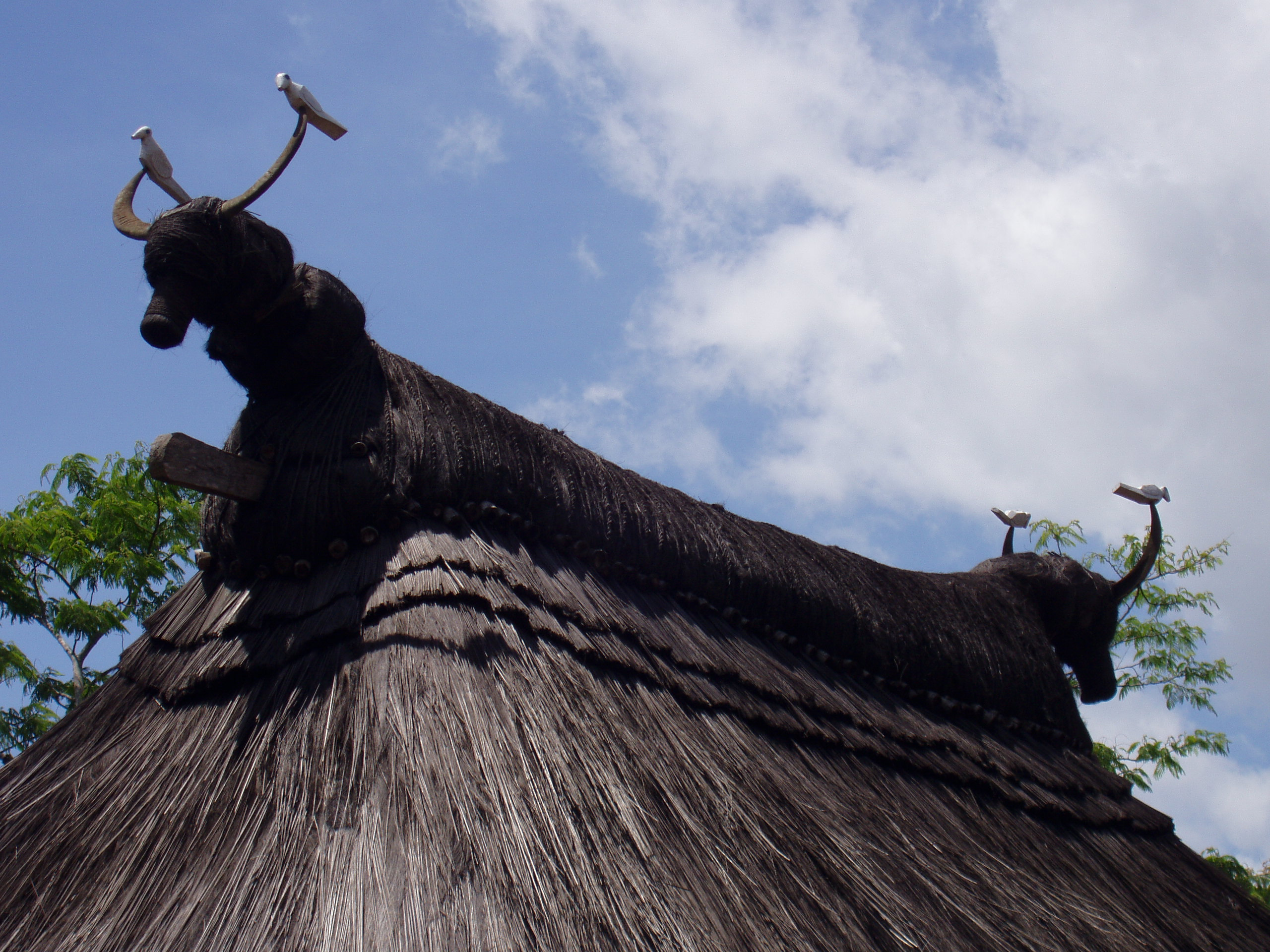
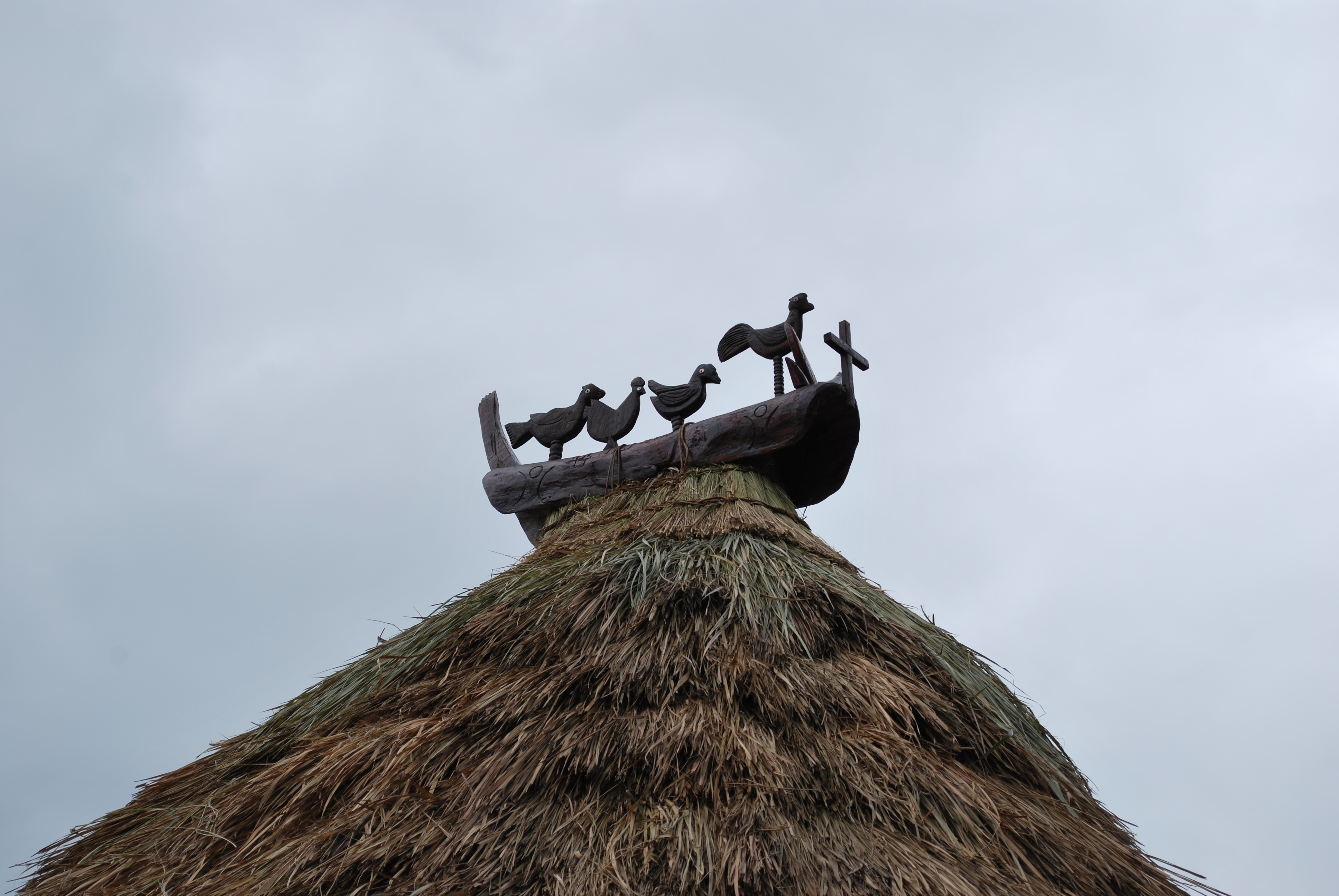